# Luo Li Rong
Luo Li Rong  (Vereenvoudigd Chinees: 罗丽蓉; traditioneel Chinees: 羅麗蓉; pinyin: Luó Lìróng) (Peking, 1980) is een Chinese kunstenares. Ze is voornamelijk bekend van bronzen beelden van vrouwen.
Tussen 2000 en 2005 studeerde Luo aan de Centrale Academie van de Schone Kunsten in Peking. In 2003 kreeg ze, tijdens haar studie, de opdracht om een beeld voor de Olympische Spelen van 2008 te ontwerpen. Luo maakt voornamelijk bronzen beelden van vrouwen, maar ze werkt ook met keramiek, kristal en gemengde technieken. Haar beelden tonen details zoals door wind opgezweept haar en kleding dat er nat uit ziet en daardoor aan de huid lijkt te kleven. Voor haar werk heeft zij een eigen gieterij in Bologna, Italië.